# Municipi de Springfield (comtat d'Oakland, Michigan)
El municipi de Springfield (anglès: Springfield Township) és un municipi civil (civil township) del comtat d'Oakland de l'estat estatunidenc de Michigan. Segons el cens del 2010, la seva població era de 13.940 habitants. El municipi va rebre el nom degut a les nombroses fonts de la zona.

## Comunitats
El municipi no té cap poble incorporat i té cinc comunitats no incorporades:
- Andersonville, conegut per primera vegada com a "Husted Settlement", quan la família Hustead s'hi va traslladar el 1833, localitzat a 42° 43′ 48″ N, 83° 29′ 33″ O / 42.73000°N,83.49250°O[2] al voltant de la cruïlla de les carreteres d'Andersonville i Big Lake. Va passar a ser conegut com "Anderson Settlement" després la compra de 0,49 km² per la família Anderson i s'hi instal·lés el 1836. El 1895 es va establir una oficina de correus anomenada "Andersonville", que va funcionar fins al 1912. Va ser una estació del ferrocarril de Detroit i Milwaukee[3] La mateixa via segueix sent utilitzada per la companyia ferroviària nacional canadenca (Canadian National Railway) per al servei de mercaderies.[4]
- Austin Corners situat al límit nord del municipi amb el municipi de Groveland.
- Davisburg es troba a 42° 45′ 08″ N, 83° 32′ 29″ O / 42.75222°N,83.54139°O, al voltant de la cruïlla de les carreteres de Davisburg i Andersonville.[5] El codi postal de Davisburg de 48350 dona servei a la major part del municipi de Springfield. La ubicació va rebre el nom de Cornelius Davis, que s'hi va traslladar el 1836, i amb els seus fills van construir un poble el 1857. El 1855 es va establir una oficina de correus i "Davisburg" encara serveix com a adreça postal per a la majoria de les adreces del municipi.[6] Davisburg era una estació anomenada del servei de passatgers del ferrocarril de Detroit i Milwaukee.[3][7] Canadian National Railway encara utilitza la mateixa pista per al servei de mercaderies.[4]
- Jossman Acres es troba a les carreteres Clarridge i Cherrywood (42° 44′ 58″ N, 83° 28′ 25″ O / 42.74944°N,83.47361°O (Elevació: 325 m.[8]
- Springfield es troba a 42° 44′ 58″ N, 83° 28′ 25″ O / 42.74944°N,83.47361°O[9] al voltant de la cruïlla de Bridge Lake Road i Dixie Highway. Daniel LeRoy va fer la primera compra de terres al municipi, el juny de 1830. Ashael Fuller es va establir a les terres de LeRoy i més tard en va comprar gran part. Fuller va obrir un hotel a la línia de diligències Detroit-Saginaw. L'any 1832 es va obrir una oficina de correus i va funcionar fins al 1888. El 1840 es van plantar diversos lots.[3]